# Молекулярна біологія

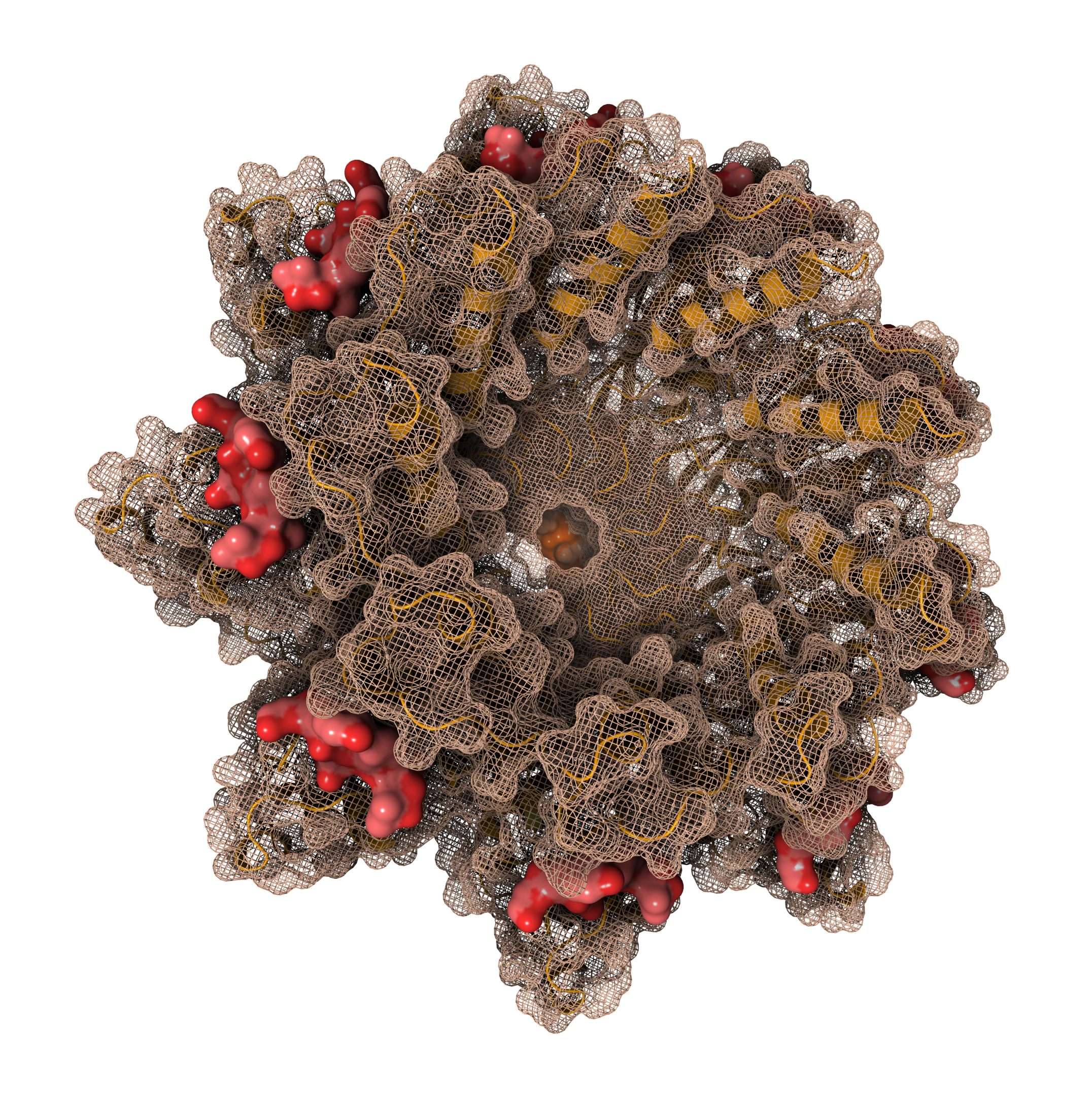
Молекулярна візуалізація білкового комплексу CsgFG

Молекуля́рна біоло́гія — галузь біології, яка вивчає біологічні процеси на рівні біополімерів: нуклеїнових кислот і білків та їхніх надмолекулярних структур.
Фундаментальними завданнями молекулярної біології є: встановлення молекулярних механізмів основних біологічних процесів, як-от відтворення та реалізація генетичної інформації, біосинтез білків та інших процесів, зумовлених структурно-функціональними властивостями і взаємодією нуклеїнових кислот і білків, а також вивчення регуляторних механізмів даних процесів.

## Напрямки досліджень
Основні напрямки досліджень:
- Організація макромолекул та надмолекулярних утворень, що зумовлюють такі специфічні ознаки живої матерії, як: саморегулювання систем, спадковість, мінливість, ріст і розвиток.

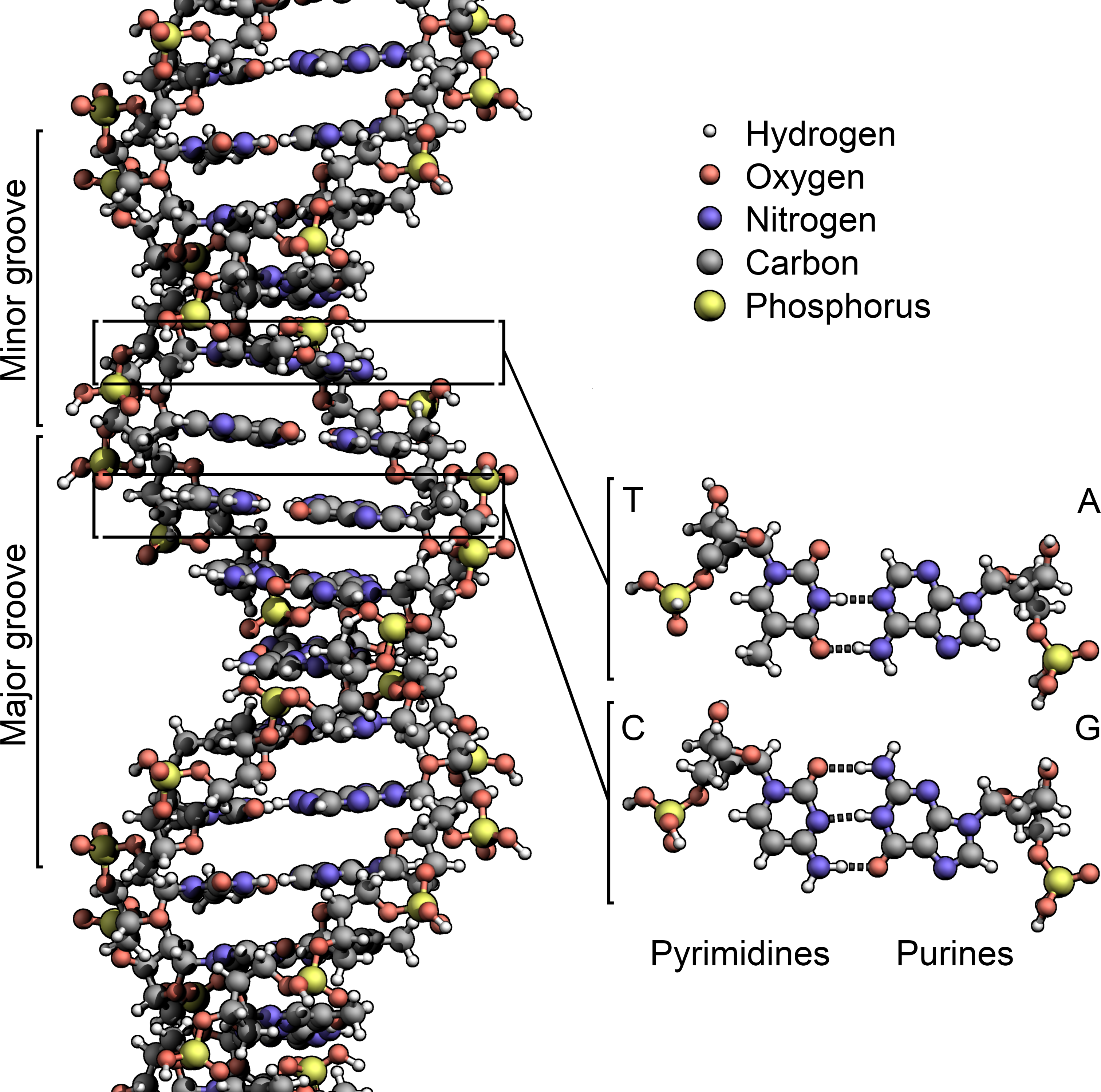
Структура ДНК, що детально показує структуру чотирьох основ, аденіну, цитозину, гуаніну та тиміну.

- Структура ДНК, що детально показує структуру чотирьох основ, аденіну, цитозину, гуаніну та тиміну.Молекулярні механізми процесів у клітині: біосинтез ДНК, синтез РНК на матричній ДНК, біосинтез білків на рибосомах, мембранний транспорт, ферментативний каталіз та інші.
- Принципи регулювання макромолекулярних функцій і процесів у клітині.
- Розроблення нових методів та біотехнологій для практичного використання.

## Методи молекулярної біології
З кінця 1950-х і початку 1960-х молекулярні біологи навчилися характеризувати, ізолювати та маніпулювати молекулярними компонентами клітин і організмів. Ці компоненти охоплюють ДНК, РНК, білки.
У молекулярній біології застосовуються якісні та кількісні методи дослідження, як-от:
- фізіологічні методи (гісто- та цитоаналіз, електронна та світлова мікроскопія);
- фізико-хімічні методи (електронний парамагнітний резонанс, мас-спектрометрія, радіоавтографія, рентгеноструктурний аналіз);
- біохімічні методи (оптичні: фотоелектроколориметрія, спектрофотометрія, нефелометрія, спектрофлуориметрія; а також хроматографія, електрофорез, седиментаційний аналіз тощо);
- імунологічні методи (імуноелектрофорез, імуноферментний аналіз);
- методи молекулярної генетики та генної інженерії (рестрикційно-лігазний та коннекторний метод, а також з використанням плюс/мінус систем тощо);
- методи клітинної інженерії (клітинні культури, метод культури тканин і органів);

Полімеразна ланцюгова реакція

- метод безклітинних систем[1].

### Полімеразна ланцюгова реакція (ПЛР)
Полімеразна ланцюгова реакція є універсальним методом для копіювання ДНК. Він дозволяє одній послідовності ДНК копіюватись (у мільйони разів) або змінитись у заданих напрямках. Наприклад, ПЛР може ввести сайти рестрикції (ділянки впізнавання) або мутувати (змінити) конкретні основи ДНК. Другий спосіб називають «швидкою зміною». ПЛР також можуть використовувати для того, щоби визначити, чи конкретний фрагмент ДНК знаходиться в комплементарній ДНК. ПЛР має багато різновидів, як-от зворотна транскрипція для ампліфікації РНК, а також кількісна ПЛР, які дозволяють чисельно виміряти молекули ДНК або РНК.

### Гель-електрофорез
Гель-електрофорез — спосіб розділення сумішей білків в поліакриламідному гелі відповідно до їхньої електрофоретичної рухливості, довжини поліпептидного ланцюжка або молекулярної маси, а також укладання білкової молекули, посттрансляційних модифікацій та інших факторів.

### Саузерн-блотинг
Саузерн-блот — метод молекулярної біології, який здійснюється за допомогою зондів, і який зазвичай використовують для встановлення того, чи певна нуклеотидна послідовність присутня в зразку ДНК. Саузерн-блот поєднує агарозний гелевий електрофорез, який використовують для розділення фрагментів ДНК за розміром, з методами перенесення розділеної за розміром ДНК на мембрану і гібридизації. Метод названий на честь його винахідника, британського біолога Едвіна Саузерна. Інші методи блоту (тобто вестерн-блот, нозерн-блот та саузвестерн-блот) використовують подібний принцип, але для визначення кількісного складу певної послідовності РНК або білків, і були названі пізніше за аналогією зі Саузерн-блотом (від англ. southern, nothern, western — «південний», «північний», «західний»). Оскільки лише термін Саузерн-блот має у складі власну назву, він пишеться з великої літери, але назви нозерн- чи вестерн-блотів — з маленької.

## Клінічне значення
Застосовується в клінічних дослідженнях та лікувальних заходах. Використання молекулярної біології чи молекулярних підходів клітинної біології в медицині тепер називається молекулярна медицина. Молекулярна біологія також відіграє важливу роль у формуванні, дії, положенні різних частин клітин, що може бути ефективно використано для створення нових ліків, діагностики захворювань.

### Книги
- А. В. Сиволоб (2008). Молекулярна біологія (PDF). К: Видавничо-поліграфічний центр «Київський університет». Архів оригіналу (PDF) за 4 березня 2016. Процитовано 10 лютого 2014.
- Molecular Biology of the Cell, 4th ed. / B. Alberts, A. Johnson, J. Lewis, M. Raff, K. Roberts, and P. Walter. New York: Garland Science; 2002. ISBN 0-8153-3218-1
- Медична біологія / За ред. В. П. Пішака, Ю. І. Бажори. Підручник. - М-42 Вінниця: Нова Книга, 2004. - 656 с: іл. ISBN 966-7890-35-X
- Серія книг Methods in Molecular Biology (Springer, 1995-2024+)
- Clark David P.; Pazdernik Nanette Jean; McGehee Michelle R. (2019). Molecular biology. Academic cell (3rd edition). London,San Diego, Cambridge, Oxford: Academic Press, Elsevier. ISBN 978-0-12-813288-3.
- Carson Sue (2019). Molecular biology techniques: a classroom laboratory manual (4th edition). London: Elsevier, Academic Press. ISBN 978-0-12-818024-2.
- Wilson Keith; Walker John M. (2010). Principles and techniques of biochemistry and molecular biology (вид. 7th ed). Cambridge University Press. ISBN 978-0-521-51635-8.

### Журнали
- Nature Reviews Molecular Cell Biology (Nature Portfolio, сайт)
- Nature Methods (сайт)
- Molecular Cell (Cell Press, сайт)
- Cell Metabolism (сайт)
- Experimental & Molecular Medicine (сайт)
- Nature Chemical Biology (сайт)
- Nature Structural & Molecular Biology (сайт)
- Cell Research (сайт)
- Cell: Molecular Plant
- Cellular and Molecular Life Sciences
- Molecular Biology and Evolution
- Microbiology and Molecular Biology Reviews
- Molecular Aspects of Medicine
- Trends in Molecular Medicine
- Journal of Proteome Research
- Biopolymers and Cell
- Український біохімічний журнал

### Статті
- Baiardi Alberto; Christandl Matthias; Reiher Markus (2023-06). Quantum Computing for Molecular Biology. ChemBioChem (англ.). ISSN 1439-4227. doi:10.1002/cbic.202300120.